# 柯布連
柯布連爵士KCMG（1844年11月5日—1906年4月12日），英國殖民地官員，1892年至1895年擔任香港輔政司，1897年至1901年出任斐濟總督兼西太平洋高級專員。香港灣仔區柯布連道以他命名。